# Anders Christensen Bording
Anders Christensen Bording, né le 21 janvier 1619 à Ribe au Danemark et mort le 24 mai 1677 à Copenhague, est un poète et journaliste danois. 

## Présentation
Anders Bording est célèbre pour ses épigrammes , ses ballades  et ses épîtres, ainsi que pour la publication du premier journal danois, le mensuel "Den Danske Mercurius" (Le Mercure danois), entièrement écrit en vers par lui et dont il fut le rédacteur en chef. 
Le nom Mercurius, du nom de Mercure, le messager des dieux, avait déjà été utilisé pour des revues étrangères, notamment françaises comme le Mercure françois à partir de 1605, mais dans sa forme le journal danois était une imitation de la rime publiée dans La Muse historique, que Jean Loret écrivait pour mademoiselle de Longueville, future duchesse de Nemours, à partir de 1650. 